# Lee Taek-keun
Dans ce nom coréen, le nom de famille, Lee, précède le nom personnel.
Lee Taek-Keun (né le 10 juillet 1980 à Pusan, Corée du Sud) est un joueur coréen de baseball qui joue avec les Nexen Heroes de Séoul dans la ligue sud-coréenne de baseball.
Il a obtenu la médaille d'or de baseball lors des jeux olympiques 2008 à Pékin.